# Луанг Прабанг
Луанг Прабанг (лао ຫລວງພຣະບາງ) је град и лука на горњем Меконгу на планинском северу Лаоса. Главни је град Провинције Луанг Прабанг. Број становника 2005. био је 47.510.
Град је бивша краљевска резиденција и престоница краљевства Лан Санг од 14. века до 1946. 
Луанг Прабанг се налази 210 километара од главног града Лаоса Вијентијана. Његов положај у планинама је допринео да очува свој традиционални изглед. Познат је по бројним храмовима и манастирима. Од 1995. град је уписан на УНЕСКО листу Светске баштине.

## Галерија споменика
- Поглед на храм Ват Мај
- Декоративни елементи храма
- Улаз у храм
- Статуа Буде на пагоди